# Quédillac
Quédillac är en kommun i departementet Ille-et-Vilaine i regionen Bretagne i nordvästra Frankrike. Kommunen ligger i kantonen Saint-Méen-le-Grand som tillhör arrondissementet Rennes. År 2022 hade Quédillac 1 272 invånare.

## Befolkningsutveckling
Antalet invånare i kommunen Quédillac
Referens:INSEE